# 296 v. Chr.
Portal Geschichte | Portal Biografien | Aktuelle Ereignisse | Jahreskalender | Tagesartikel

◄ |
4. Jahrhundert v. Chr. |
3. Jahrhundert v. Chr. |
2. Jahrhundert v. Chr. |
►

◄ | 310er v. Chr. | 300er v. Chr. | 290er v. Chr. | 280er v. Chr. |
270er v. Chr. |
►

◄◄ | ◄ | 299 v. Chr. | 298 v. Chr. | 297 v. Chr. | 296 v. Chr. |
295 v. Chr. |
294 v. Chr. |
293 v. Chr. |
► |
►►
Staatsoberhäupter

## Ereignisse

### Politik und Weltgeschehen

#### Östliches Mittelmeer
- König Lysimachos lässt die Stadt Ephesos neu errichten.
- Demetrios I. Poliorketes marschiert gegen Sparta, das sich mit einer Stadtmauer schützt.
- Lachares, Tyrann von Athen, bemächtigt sich der goldenen Athene-Statue und macht sie zu Geld, um seine Söldner zu bezahlen.

#### Westliches Mittelmeer
- Dritter Samnitenkrieg: Nachdem das samnitische Heer Richtung Etrurien ausgewichen ist, erobern die Römer unter Volumnius nacheinander die samnitischen Städte Murgantia, Romulea und Ferentinum. Unterdessen organisiert der Samnite Gellius Egnatius ein vereintes Heer aus Samniten, Galliern, Etruskern und Umbrern. Volumnius führt daraufhin sein Heer aus Samnium nach Etrurien, um es mit den Truppen Claudius’ zu vereinen und gemeinsam besiegen sie das gegnerische Heer. Kurz darauf gelingt den Römern am Volturnus ein weiterer Sieg über die Samniten, die in Kampanien eingefallen waren.
- Rom gründet die latinischen Kolonien Sinuessa und Minturnae im Gebiet der Aurunker.

### Kultur und Religion

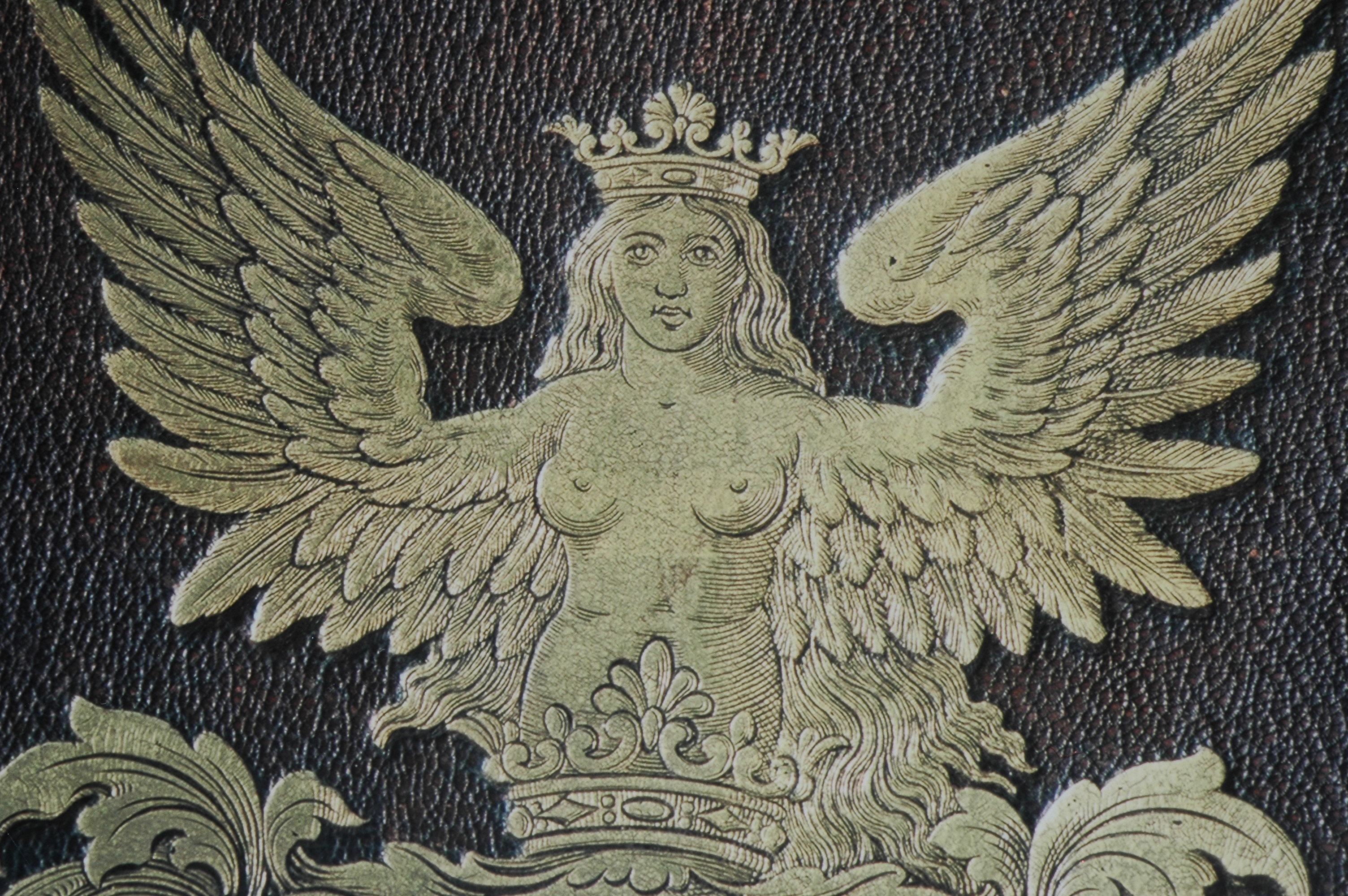
Bellona

- In Rom wird auf dem Marsfeld ein Tempel zu Ehren der Kriegsgöttin Bellona erbaut.

## Gestorben
- Philipp IV., König von Makedonien